# Uranotaenia macfarlanei
Uranotaenia macfarlanei är en tvåvingeart som beskrevs av Edwards 1914. Uranotaenia macfarlanei ingår i släktet Uranotaenia och familjen stickmyggor. Inga underarter finns listade i Catalogue of Life.